# Confites Forno
Confites Forno es una empresa chilena dedicada a la producción de confites y otros dulces, fue fundado en 1937 por Pedro Forno Damonte de origen italiano, su planta de producción está ubicada en Valparaíso.

## Historia
A inicios del siglo XX la familia Forno se trasladó a Chile desde Italia, para mejores oportunidades, en 1937 por Pedro Forno Damonte funda a Confites Forno a un costado del extinto Teatro Victoria, usando las recetas de los anteriores dueños de la confitería pero usando la tecnología italiana.
En 1959, Salvador Forno Macchiavello, toma el control de los confites, e inaugura una nueva Fábrica en la calle Uruguay, también suma al proyecto a su hijo Salvador, en los años 70 inauguraron una nueva fábrica, y después de la demolición del Teatro Victoria trasladaron su punto de venta donde está ubicado al dia de hoy, hoy dia es liderado por Salvador Forno Águila.

## Productos
Caramelo
- Almendras Confitadas
- Anís
- Caramelo Naranja Limón
- Frambuesa
- Maní Cuadrado
- Menta
- Rocks Naranja Limón
- Rocks Surtido
- Rocks Violeta
- Sueño Dorado Maní
- Sueño Dorado Nuez
- Violeta

Chocolate
- Coco Bañado
- Frascos de Chocolate
- Jamón Chico Bañado
- Jamones Grandes Bañados
- Malva Bañada
- Maní Bañado
- Tolines Bañados

Gomas
- Goma Americana
- Goma Americana Ácida
- Goma Eucaliptus
- Goma Fruta
- Goma Naranja Limón
- Goma Surtida Corazón
- Goma Surtida Chica

Malvas
- Huevo Yema
- Jamones Chicos
- Jamones Grandes
- Malva Coco
- Malva Corazón
- Malva Fruta
- Malva Vainilla
- Sustancia Chica
- Tolines

Sin Azúcar
- Frasco Berries
- Frasco Chocolate
- Frasco Cítrico
- Frasco Fruta
- Frasco Hierbas
- Frasco Violeta